# Souleymane Dela Sacko
Souleymane Dela Sacko (auch Souleymane Dela Sakou; * 29. April 1984 in Niamey) ist ein nigrischer Fußballnationalspieler.

## Karriere

### Vereinskarriere
Souleymane Dela Sacko begann 2007 seine Profikarriere als Fußballer beim malinischen AS Korofina, kam aber hier noch nicht zum Einsatz. Erst nach seinem Wechsel im selben Jahr zu Étoile Filante Ouagadougou, dem Hauptstadtverein von Burkina Faso, bestritt er seine erste Partie, blieb aber ohne Tor. Nach insgesamt vier Einsätzen wechselte er in der Saison 2008/2009 zu MangaSport Moanda nach Gabun. Bis auf einen zwischenzeitlichen Wechsel zurück nach Burkina Faso zu Sourou Sport Tougan verbrachte er die nächsten vier Saisons bei diesem Verein. In dieser Zeit kam er jedoch auf gerade einmal vier Einsätze für seine Mannschaft. Dela Sacko spielte im Anschluss für die Saison 2013/14 beim nigrischen Hauptstadtverein Olympic FC de Niamey. Hier stand er für seine Mannschaft in sechs Partien auf dem Spielfeld und schoss dabei auch das erste Tor seiner Karriere. Seit 2014 spielt Dela Sacko bei AS GNN, für die er bisher 18 Einsätze bestritten hat.

### Nationalmannschaft
Souleymane Dela Sacko debütierte 2007 für die Fußballnationalmannschaft von Niger. Mit seinem Land nahm er beim Afrika-Cup 2013 teil, wo sie jedoch mit nur einem Punkt aus drei Spielen als Gruppenletzte in der Vorrunde ausschieden. Er absolvierte bis heute insgesamt 31 Länderspiele für den Niger und erzielte dabei drei Tore.